# Rue Jan-Kiliński (Varsovie)
La rue Jan-Kiliński (polonais : ulica Jana Kilińskiego) est une rue située dans l'arrondissement de Śródmieście (Centre-ville) à Varsovie.

## Sources
- (pl) Cet article est partiellement ou en totalité issu de l’article de Wikipédia en polonais intitulé « Ulica Jana Kilińskiego w Warszawie » (voir la liste des auteurs).